# Spec Ops: The Line
Spec Ops: The Line är ett datorspel i genren tredjepersonsskjutare utvecklat av den tyska spelstudion Yager Development och utgivet av 2K Games. Det lanserades internationellt i juni 2012 till Microsoft Windows, Xbox 360 och Playstation 3. Det släpptes senare till OS X år 2013 och Linux 2015. Det är den tionde titeln och en reboot inom Spec Ops-serien, och det senaste spelet sedan Spec Ops: Airborne Commando 2002. Spelet drivs av spelmotorn Unreal Engine 3.
I spelet antar spelaren rollen som kapten Martin Walker, som skickas ut på ett spaningsuppdrag i den postapokalyptiska staden Dubai ihop med två Delta Force-elitsoldater. Under spelets gång försämras Walkers mentala hälsa, då han börjar uppleva hallucinationer och långsamt inse krigets fasor. Spelare kan ta betäckning, ta sig över hinder och skjuta fiender samtidigt med hjälp av en mängd olika vapen. Sand är en nyckelspelsmekanik som kan manipuleras för att besegra fiender. Spelet inkluderar ett flerspelarläge, som utvecklades separat av Darkside Game Studios, vilket tillåter spelare att delta i både kooperativa och tävlingsinriktade matcher.
Yager startade spelets utveckling under 2007, och tog inspiration för miljön och berättelsen från olika medier, såsom Mörkrets hjärta och Apocalypse. Spelet var avsett att vara "fysiskt motsatt", med att få spelarna att ifrågasätta sina tankar om att behandla krig som underhållning inom spel, och ge spelare i uppdrag att göra en mängd olika moraliskt tvetydiga beslut. Spelet drabbades av flera förseningar och utvecklingslaget använde denna tid till att förfina berättelsen och öka spelets takt. Spelets soundtrack är en blandning av licensierad musik och originalmusik komponerad av Elia Cmiral.
Spec Ops: The Line fick mestadels positiva recensioner. Det fick beröm för dess berättelse och teman, men fick kritik för dess flerspelarläge och generiska spelupplägg. Spelet blev ett kommersiellt misslyckande och fick inte den uppmärksamhet som distributören Take-Two Interactive hade hoppats på, men det tilldelades och nominerades till flera utmärkelser, i synnerhet för dess berättelse. Yager meddelade att de inte skulle utveckla en uppföljare till spelet. Spelet förbjöds i Förenade Arabemiraten för dess skildring av ett förintat Dubai.

## Spelupplägg

### Enspelarläge
Spelaren kan välja mellan fyra svårighetsgrader: Walk on the Beach, Combat Op, Suicide Mission och FUBAR. En spelare kan endast få tillgång till FUBAR-svårighetsgraden efter att ha slutfört spelet på Suicide Mission. Spelet innehåller vapen och utrustningar som blir gradvis tillgängliga under spelets gång, och vissa kan plockas upp från nedskjutna fiender. Dessa inkluderar flera olika gevär, pistoler och kulsprutegevär. Vissa erbjuder alternativa avfyrningslägen, som att tillsätta en ljuddämpare eller använda ett kikarsikte. Spelare kan även förvärva och använda granatkastare, handgranater och kanontorn. Däremot kan spelaren bara bära två vapen i taget. Ammunitionsgömmor kan hittas i olika delar av spelet, där spelaren kan fylla på med ammunition och granater. När spelaren skjuter en fiende i huvudet går spelet in i ett slow-motion-läge under en kort tid. Spelaren kan även besegra fiender på nära håll via närstrid. Döende fiender kan avrättas, vilket ger spelaren ytterligare ammunition. När spelaren tar betäckning bakom väggar och föremål förhindras denne från att bli skjuten, och som ger möjlighet att skjuta utan att sikta eller luta sig ut för att skjuta fiender.
Som en tredjepersonsskjutare med betoning på gruppbaserade taktiker, kan spelaren ge kommandon till sergeant Lugo och löjtnant Adams, vilka medföljer spelaren under större delen av spelet. Tillgängliga kommandon inkluderar att fokusera sin eldgivning mot ett visst mål och kalla på läkarvård till en skadad gruppmedlem. Adams kan besegra fiender med hjälp av tunga vapen eller att kasta granater, medan Lugo kan ge prickskyttestöd. Sandstormar kan ibland förekomma, vilket drastiskt minskar spelarens synlighet. Sand blir en viktig spelmekanik och spelare kan manipulera det under skriptade delar av spelet, såsom att utlösa en sandlavin för att begrava fiender levande. När en granat exploderar på sand bildas ett sandmoln som kan förblinda fiender. Sand öppnar ibland upp nya vägar för att tillåta spelaren att fortskrida.
Spelaren måste ta moraliska beslut under vissa delar under spelets gång, bland annat genom val som kan avgöra både soldaters och civilas öden. Dessa beslut påverkar förhållandet mellan Walker och hans gruppmedlemmar, och kommer att få dem att reagera på olika sätt. Spelet har flera subtila effekter då gruppen börjar brytas ner både psykiskt och fysiskt, såsom degraderingen av deras soldatuniformer. Walker får visuella och hörselhallucinationer senare i spelet, och hans avrättningar av fiender blir mer våldsamma. Hans kommandon och rop till sina gruppmedlemmar blir alltmer rasande och ovårdade i motsats till hans barska röst när han ger order under början av spelet. Hans dödsbekräftelser av fiender korrumperas från professionella i början till psykotiska. På samma sätt ger laddningsskärmarna under början av spelet hjälpfulla speltips för spelaren, men under spelets gång blir dessa alltmer fientliga mot Walkers handlingar, och som ibland bryter den fjärde väggen genom att tilltala spelaren direkt. Spelet innehåller samlarobjekt vid namn Intel, som är ljudinspelningar som ger ytterligare bakgrundshistoria för spelaren.

### Flerspelarläge
Spelets flerspelarläge utspelar sig före händelserna i enspelarkampanjen, där spelare kan tävla mot varandra i två lag: The Exiles och The Damned. Båda lagen har sina respektive förmåner. Sex klasser finns tillgängliga för spelare att välja mellan: Gunner, Medic, Scavenger, Breacher, Sniper och Officer. Varje klass har sina egna uppgraderingar och fördelar. Sandstormar kan också förekomma under en flerspelarmatch. Flerspelarläget innehåller följande spellägen:
- Chaos: Ett free-for-all-läge där spelarna eliminera andra spelare.
- Mutiny: Ett Team deathmatch-läge, i vilket ett spelarlag eliminerar motståndarlaget.
- Rally Point: Ett King of the Hill-liknande läge där spelarna säkrar en samlingsplats och samlar erfarenhetspoäng för sitt lag.
- Uplink: Båda lagen har till uppgift att erövra en central samlingsplats, och inaktivera motståndarlagets kommunikationsstation för att förhindra dem från att få erfarenhetspoäng.
- Attrition: Spelare strider mot varandra i elimineringsrundor i tremannalag med bara ett liv per runda och ingen respawning (återupplivning) tills rundan är över.
- Buried: Ett spelarlag har till uppgift att förstöra motståndarlagets Vital Points, som avslöjar deras High Value Target när dessa förstörs. Spelare har till uppgift att eliminera motståndarlagets mål för att vinna matchen.

Ett samarbetsläge lades till i spelet efter dess utgivning. Det stöder två spelare och har fyra uppdrag. Spelare har till uppgift att besegra flera vågor av fiender och slutföra flera mål, som påminner om ett överlevnadsläge.

## Synopsis

### Miljö
Sex månader före spelets händelser drabbades Dubai av de värsta sandstormarna i historien. Stadens politiker och rika elit bagatelliserade situationen innan de evakuerade i hemlighet, och lämnade bakom sig otaliga emiratier och utländska gästarbetare. Överste John Konrad (Bruce Boxleitner), den dekorerade men PTSD-drabbade befälhavaren för infanteribataljonen "Damned 33rd" inom den amerikanska armén, återvände hem med sitt förband från Afghanistan när stormarna slog till. Konrad anmälde 33rd frivilligt för att bistå hjälpinsatserna, och när han fick order av armén att överge staden och dess flyktingar, deserterade han ihop med hela sin bataljon. När stormarna blev värre blev hela Dubai uppslukat av en stormvägg, vilket störde övervakningen, flygtrafiken och alla utom de starkaste radiosändningarna. 33rd kämpade med att upprätthålla ordningen i vindar på 128 km/t, upplopp och krympande resurser, vilket tvingade dem att förklara undantagstillstånd och de började begå övergrepp på civilbefolkningen. Vissa medlemmar inom 33rd var plågade av detta och iscensatte en kupp mot Konrad, vilket misslyckades och de hamnade i exil. CIA gjorde sedan en hemlig operation för att undersöka läget, och som en del av deras plan organiserade de lokalbefolkningen till rebellerna för att anfalla 33rd, vilket så småningom resulterade i ett eldupphör. Det senaste meddelandet från Dubai konstaterade att 33rd försökte leda en karavan ut ur staden. Karavanen kom aldrig, och strax efteråt förklarades Dubai av Förenade Arabemiraten till ett ingenmansland. Alla resor till staden förhindrades, 33rd blev offentligt förkastat för förräderi och inga fler rapporter kom ut från staden.
Två veckor före början av berättelsen lyckades till sist en radiosignal tränga förbi stormväggen. Dess budskap var kortfattat: "Detta är överste John Konrad, USA:s armé. Ett försök till evakuering av Dubai slutade i ett fullständigt fiasko. Dödssiffran... alltför många." USA:s militär beslutade sig för att i hemlighet skicka in ett elitgrupp av tre Delta Force-soldater till att utföra ett spaningsuppdrag. Gruppen består av kapten Martin Walker (Nolan North), förste löjtnant Alphanso Adams (Christopher Reid) och översergeant John Lugo (Omid Abtahi), vilka beordras att bekräfta förekomsten av eventuella överlevande, och sedan omedelbart kalla på extraktion.

### Handling
Spelet inleds in medias res med att Walker, Adams och Lugo är ombord på en helikopter som flyger förbi Dubais skyskrapor. Medan Adams styr helikoptern skjuter Walker ner flera förföljande helikoptrar med en monterad minigun. Men plötsligt bildas en sandstorm, vilket orsakar att en av de förföljande helikoptrarna förlorar kontrollen och kraschar in i trion.
Berättelsen hoppar tillbaka till början, med att Walker, Adams och Lugo korsar stormväggen till utkanten av ett mestadels begravt Dubai. Under hela resan blir Delta-gruppen hånade av sändningar från Radioman (Jake Busey), en före detta journalist som blivit DJ och som talar på uppdrag av 33rd. Gruppen stöter på flyktingar som samlats ihop av lojala 33rd-soldater, vilket de försöker ingripa i fred. Icke desto mindre misstar sig soldaterna att Delta var CIA-agenter och startar en eldstrid. Walker bestrider sin order och hävdar att Konrad måste hittas, då han en gång räddade Walkers liv i Afghanistan.
Gruppen tar emot en sändning av CIA-agenten Daniels som torteras och förhörs av 33rd, vilket gör att gruppen beslutar att ingripa. De spårar signalens ursprung och upptäcker att Daniels redan är död och att sändningen var en fälla för Gould, en annan CIA-agent. Gould anländer och hjälper dem att fly från 33rds fälla, men han blir senare tillfångatagen och dödas samtidigt som han angrep en plats vid namn Gate. Delta kommer till Gate för att fortsätta sitt anfall, och upptäcker att det är hårt bevakat av 33rd. Gruppen använder en mörsare lastat med vit fosfor för att utplåna sitt hinder och gå vidare in i staden. När de vandrar genom efterdyningarna inser de att de av misstag dödade 47 civila, vilka förflyttades till Gate för att beskyddas av 33rd. Walker vill hämnas på 33rd, då han hävdar att han var tvungen att avfyra fosforn.
Gruppen hittar Konrads avrättade kommandogrupp och en liten handhållen radio, med vilken Walker börjar kommunicera med vem han tror är ingen annan än Konrad, som utmanar moraliteten av hans handlingar genom hela berättelsen. Konrad tvingar Walker att välja mellan att avrätta en emiratisk överlevare eller en 33rd-soldat, som båda begått allvarliga brott. Därefter stöter Delta på CIA-agenten Jeff Riggs när han leder en räd mot stadens sista vattenförsörjning. Gruppen hjälper Riggs, som berättar att genom att stjäla vattnet skulle det lamslå 33rds operationer. Riggs förstör vattenförsörjningen och medger att han ville utplåna den återstående befolkningen i Dubai för att förhindra ett större krig från att bryta ut. Riggs dör fastklämd under de brinnande spillrorna, och stadens invånare kommer nu sannolikt dö av uttorkning.
Delta-gruppen tar sig till radiomasten för att tysta Radioman och varna civilbefolkningen att de måste hitta ett sätt att evakuera staden. Radioman kapitulerar och aktiverar sändningssystemet för Delta, men blir ändå dödad av Lugo. Adams kommenderar en Black Hawk-helikopter för att fly byggnaden, och Walker förstör radiomasten när de flyr från scenen, vilket leder till helikoptern-sekvensen från inledningen av spelet (vilket Walker verkar komma ihåg). Efter den nämnda kraschen vaknar Walker upp i mitten av öknen och återförenas med Adams, men är för sen för att stoppa Lugo från att lynchas av en civil mobb. Walker och Adams tar sig till Burj Khalifa för att konfrontera Konrad, men blir omringade av de sista av hans män. När en rasande Adams får se Walker kapitulera, knuffar han honom i säkerhet innan han strider mot sin död.
Walker stapplar in i skyskrapan, där resterna av 33rd kapitulerar inför honom. I början verkar Konrad vara den karismatiske och skurkaktiga kraften bakom de grymheter som Walker hoppades på, tills Walker hittar hans ruttnande lik på takvåningens balkong. Det avslöjas att Walkers förstånd krossades när han upptäckte de civila offren för den vita fosforn, vilket förvrängde flera senare händelser i spelet så att det såg ut som att Konrad låg bakom dessa. Den "Konrad" som Walker hade varit i kontakt med var faktiskt en traumatisk hallucination vilken ingen av hans grupp såg eller hörde. Dessa dissociativa störningar gjorde det möjligt för Walker att rationalisera de handlingar han hade bevittnat och genomfört. Den verklige Konrad begick självmord långt innan Delta gick in i Dubai. Med denna uppenbarelse riktar "Konrad" sin pistol mot Walker för att tvinga honom att konfrontera den lögn som han har genomlevt, genom att döma om han eller "Konrad" är skyldig till händelserna i Dubai.

### Slut
Det finns fyra möjliga slut, där tre slut avgörs av en spelbar epilog.
- Om Walker tillåter "Konrad" att skjuta honom eller att han skjuter sig själv, kommer hans lik att visas bredvid Konrads på takvåningens balkong. Konrads ursprungliga sändning spelas då upp medan kameran panorerar över till en brinnande Dubai.
- Om Walker skjuter 'Konrad' försvinner han, och tröstar Walker om att han fortfarande kan återvända hem trots sina handlingar. Resterna av 33rd som kapitulerade inför Walker visade sig vara ett påhitt av Walkers fantasi. Walker använder sedan Konrads radio för att kalla på extraktion bort från Dubai. Efter eftertexterna visas en epilog där en konvoj av amerikanska Humvee-fordon lokaliserar Walker, som är granatchockad och sitter på trappan till Burj Khalifa iklädd Konrads uniform och beväpnad med en AA-12. Walker kan antingen gå med patrullen eller öppna eld mot dem.
  - Om Walker överlämnar sitt vapen till en soldat, evakuerar han med patrullen, och skärmen bleknar till vitt (vilket indikerar på en hallucination).[40] När han får frågan om hur han överlevde händelserna besvarar Walker med att säga: "Vem har sagt att jag gjorde det...?",[en 3] och skärmen bleknar till svart.
  - Om Walker dödas av patrullen, visas han döende i en blodpöl medan patrullen tittar på. Walker tänker tillbaka på en konversation mellan han själv och den verklige Konrad under kriget i Afghanistan, där han i förbigående pratade om att få återvända hem, till vilken Konrad svarade: "Hem? Vi kan inte gå hem. Det finns en gräns som män som vi måste passera. Om vi har tur så gör vi vad som krävs och sedan dör vi. Nej... allt jag verkligen vill ha, kapten, är fred."[en 4]
  - Om Walker dödar hela patrullen, kommer han använda deras radio för att hälsa arméledningen med att säga: "Mina herrar, välkomna till Dubai",[en 5] en av de första meningarna som Walker sade till sin grupp liksom en av de första som "Konrad" sade till Walker. Walker återvänder sedan till Burj Khalifa medan kameran panorerar till en bred bild av den förintade staden.

## Utveckling

### Bakgrund
Efter lanseringen av flera Spec Ops-spel i slutet av 1990 och början av 2000-talet bemöttes spelserien av låg försäljning och dåliga recensioner, vilket stoppade produktionen av efterföljande spel. År 2003 nämnde Take-Two Interactive i deras ekonomiska resultat som Rockstar Games arbetade på spelserien, men under 2004 avbröts projektet. Det avslöjades senare att Rockstar Vancouver skulle ha utvecklat nedlagda projektet, där Josh Homme från Queens of the Stone Age arbetade på spelets soundtrack.
Från 2005 till 2009 förblev serien i stort sett förbigången med tystnad, och dess rättigheter tillhörde fortfarande Take-Two Interactive. År 2006 presenterade det tysk-baserade Yager Development ett skjutspel inför utgivaren 2K Games, som förkastade det ursprungliga konceptet av futuristiska soldater utan Dubai som en miljö. Men 2K erbjöd dem en möjlighet till att utveckla en reboot av Spec Ops-serien, och lovade att de skulle få en hel del kreativ frihet. Utvecklingen inleddes i början av 2007, med de flesta andra grunderna i det ursprungliga spelet intakt. Även om spelet tillhör Spec Ops-serien valde arbetslaget att använda nya idéer och avsiktligt undvika att använda existerande delar av serien.

### Skapandet av berättelsen
Utvecklarna hämtade inspiration från flera medier. Spelets struktur och grund inspirerades av Heart of Darkness, vars berättelse visar förändringarna som en person genomgår i kaotiska tider. Förhållandet mellan Walker och hans gruppkamrater inspirerades av HBO:s Generation Kill, och den efterkrigstraumatiska upplevelsen som drabbar Walker inspirerades av Jacobs inferno. Berättelsen om Babels torn var också en inspiration till spelet. Berättelsen var ursprungligen planerat att skrivas av flera tyska författare, men dessa ersattes senare av den amerikanske författaren Richard Pearsey, som hade arbetat på Section 8 av Timegate Studios, och Walt Williams, som tidigare arbetat på andra 2K-projekt såsom Bioshock 2 och Mafia II. En av spelets centrala funktioner är våld, men arbetslaget hoppades att det inte skulle vara "ostigt" eller överdrivet. Detta ledde till att arbetslaget fokuserade på att skapa spelets handling för att motivera spelare till att vidta de åtgärder som de väljer. Williams blev obekväm och instabil med att skriva berättelsen när tiden fortgick, på grund av spelets mörka teman.
Spelet var avsett att vara en tredjepersonsskjutare så att spelarna kan se de tre figurerna förändras och utvecklas när det fortskrider, och att perspektivet skiljer spelet från andra skjutspel på marknaden. Spelet var tänkt att presentera berättande via spelande, där spelet skulle spelas utan några filmsekvenser så att hela berättelsen skulle skildras genom endast spelsekvenser. Idén blev däremot bagatelliserad då utvecklingslaget insåg att filmsekvenser kan hjälpa spelarna att vara mer känslomässigt kopplade till berättelsen, och får arbetslaget att skapa dramatiska skriptade sekvenser.
Trots att spelarfiguren Martin Walker var utformad till att vara så enkel som möjligt för att hjälpa spelare att delta i spelet, och relatera sig till figuren, gav arbetslaget honom lite personlighet som uttrycktes genom hans kroppsspråk och hans reaktioner under spelets strider. Man ansåg att genom att reflektera sina känslor till spelarna, skulle de dela dem. Gruppen utformades så att det fanns plats för karaktärsutveckling. Förvandlingen av gruppens mentalitet fungerar som ett viktigt handlingsverktyg under spelets gång och har en betydande berättelsekontext. Förändringarna i hygienen i deras kläder, och deras reaktioner mot varandra, hjälpte till med att illustrera berättelsen. Enligt Williams var förhoppningen att spelarna skulle starta spelet med relativt låga förväntningar, eller att de skulle betrakta spelet som ytterligare ett typiskt heroiskt krigsspel, och genom att se förvandlingen av figurerna skulle bli chockade av spelets berättelse och bli "uppslukade av mörkret". För att göra förvandlingsprocessen tydlig ansåg arbetslaget det nödvändigt att presentera figurernas personligheter i början av spelet för att skapa en stark kontrast. Spelupplägget är också ett berättelseverktyg och är knutet till spelets berättelse, då spelare kan välja ifall de vill avrätta fiender, vilket återspeglar krigets brutalitet och fasa.
"Vi bjuder in spelaren att möta några av de mer fasansfulla upplevelserna som vi hör från soldater och
 
berättelserna de berättar när de kommer hem från moderna konflikter. Dessa är inga lyckliga eller heroiska scenarier,

men vi känner att de är viktiga eftersom de få oss att ifrågasätta oss själva, vårt sätt att leva och vårt sätt att tänka.
 
Vi anser att det är oerhört viktigt att behandla dessa teman med omsorg, och vi använder dem som ett känslomässigt

verktyg i vår berättelse, snarare än för billig skräck."

―Cory Davis, spelets chefdesigner, angående berättelsens teman.
Williams ansåg att de flesta spel på marknaden misslyckades med att skapa en korrekt representation av krigets upplevelse, eller uttrycka de psykologiska förändringar som några soldater upplever efter att ha deltagit i ett krig. Han tillade att ett krig inte är så enkelt och omoget som det ofta skildras i olika skjutspel. Som ett resultat kretsar ett centralt tema i spelet kring den moraliska synpunkten av krig. Genom att använda detta tema hoppades arbetslaget att berätta en historia och ge en upplevelse som känns realistisk, som skildrar soldaternas mentala förändringar under och efter en militär konflikt, som påminner om filmer från 1970- och 1980-talen, såsom Plutonen, Full Metal Jacket och Apocalypse förmedlar dessa budskap. Arbetslaget hade för avsikt att ge spelarna möjlighet att visa att ett skjutspel också kan ha en anständig berättelse som är kapabel till att åberopa känslor. För att uppnå detta, förenklade arbetslaget sin ursprungliga berättelsemiljö med att ha Konrad som "storhetsvansinnig med messianska vanföreställningar" till en miljö som är mer lik Mörkrets hjärta.
Spec Ops: The Line innehåller flera val för spelare att göra. Enligt Williams var det ett nyckelkoncept som skulle presenteras redan från början av spelets utveckling. Spelet har inte ett moralsystem, men har istället situationer som ger spelare lite valfrihet. Konsekvenserna av en del av dessa val var medvetet gjorda oklara i ett försök att göra dem mer realistiska, för att uppmuntra spelarna att utforska andra möjliga alternativ som inte presenterades direkt av spelet. Dessa val inspirerades av Fallout 3, och är ofta mellan "vad figuren vet och vad spelaren kanske skulle försöka och göra". För att göra valen mer realistiska, och att öka berättelsens påverkan, lade arbetslaget till en hel del moraliskt tvetydiga val och "onda eller värre" beslut. Williams tillade att absoluta goda val inte är praktiskt och som ibland kanske inte existerar i verkliga situationer, för att återspegla att stridssekvenser ibland tvingar spelare att göra blixtsnabba beslut och accepterar vad konsekvenserna blir. Enligt Williams är detta något som människor oftast gör i verkliga situationer, och de måste "leva med det" efter deras beslut. Williams tillade att de hoppades att spelarna skulle ha olika känslor efter att ha gjort dessa val, eftersom detta skulle visa att de hade skapat en möjlighet för spelare att granska sina egna inre känslor, och att de framgångsrikt erbjudit olika erfarenheter för spelare utan att ha en förgrenande handling. Omspelsvärdet bedömdes också när utvecklingslaget utformade dessa val.
Spelets moraliska val har inte någon koppling till spelupplägget, då arbetslaget fruktade att spelarna skulle betrakta dem som spelmekaniker och koppla bort dem från berättelsen. Konsekvenserna av varje val utformades för att vara oförutsägbara och skapa spänning för spelaren. Båda metoderna användes för att låta spelarna fatta beslut baserade på deras egen vilja i stället för att "spela med systemet". Williams tillade också att de försökte göra våld i spelet "meningsfullt". Medan spelets grundläggande förutsättning var att få Delta-gruppen att rädda de civila i Dubai, ger spelet till sin natur spelare i uppdrag att döda med sina vapen. Därför tillade arbetslaget en hel del dialoger för att motivera och rationalisera figurernas våldsamma handlingar, skapa komplexa handlingsdelar, drama och klimaxar. Arbetslaget lade även till konversationer mellan fiendesoldater i ett försök att humanisera dem.
Ett viktigt tema i spelet är heroism, där att vara en hjälte kan orsaka mer skada än hjälp. Under utvecklingen fanns det en punkt i början av spelet där spelarna kan välja att lämna Dubai. Detta klipptes bort från spelet, då arbetslaget ansåg att det inte var tillräckligt effektivt, och det bröt en spelares fördjupning i spelet. Enligt Williams var valsystemet utformades ursprungligen för att efterlikna Fable II, varefter en spelare gör ett beslut kan de inte ladda om spelet och välja annorlunda såvida de inte startar om spelet från början. Detta togs senare bort på grund av spelets struktur som ett skjutspel, då arbetslaget var rädda att det skulle göra spelet omöjligt att vinna och orsaka spelare att känna sig frustrerade. Williams tillade senare att det var ett misstag att lägga till achievements i spelet, då det distraherar spelets berättelse.
Ett av de viktigaste målen för berättelsen var att skildra krig på ett sätt som är olikt det som skildras i medier såsom TV och böcker. Ett annat mål var att använda de scenarier som presenterades för att orsaka spelare att ställa frågor om deras tankar om att döda människor i ett spel som en form av underhållning. För att uppnå detta gjorde arbetslaget tipsen på spelets laddningsskärm alltmer aggressivare, medan spelets hela berättelse utformades med syfte att vara "fysiskt motsatt", så att spelarna kan projicera sig in i huvudpersonens ställning, särskilt när man gör val som involverar dödandet av oskyldiga. De hoppades att spelarna skulle kunna känna sig arga på utvecklaren som "tvingade" spelare till att döda civila i spelet. Arbetslaget hade en hel del diskussioner om bildspråket som används i skildring av våld mot civilpersoner, då många ansåg det vara överdrivet och onödigt. Men 2K godkände deras vision, till och med när arbetslaget trodde att de hade sträckt berättelsen till dess yttersta gränser.
Williams konstaterade att spelets händelser är öppet för tolkning. Många olika teorier har diskuterats av utvecklingspersonalen. Davis beskrev spelets takt som "avsiktligt", men han tillade att det finns stunder där takten saktar ner betydligt och gör det möjligt för spelare att lära sig mer om spelets historia genom att inspektera miljöobjekt. Staden Dubai är fyllt med graffiti, som används för att ge spelarna information om stadens fraktioner och bakgrundshistoria. Enligt Yager var graffitin utformat till att ge spelarna ett perspektiv som skiljer sig från huvudspelet, och för att göra platsen mer realistisk. Arbetslaget hoppades också på att spelarna skulle känna sig vilsna när man spelar spelet. Som ett resultat tillade arbetslaget hallucination till spelet. Arbetslaget hoppades på att med hjälp av hallucinationer som ett handlingsverktyg kunde de skapa en snöbollseffekt och engagera spelare mer fullständigt i berättelsen när de slutför spelet. Dessa hallucinationer förekommer ibland genom undertexten, där spelarna inte ens får veta om dess närvaro. Williams tillade att det är viktigt att ha undertext, och att de "bästa berättelserna är de som har saker gömda i dem". Spelet bleknar till svart när spelet övergår från en scen till en annan, och det bleknar till vitt när Walker hallucinerar eller på annat sätt lurar sig själv.

### Design

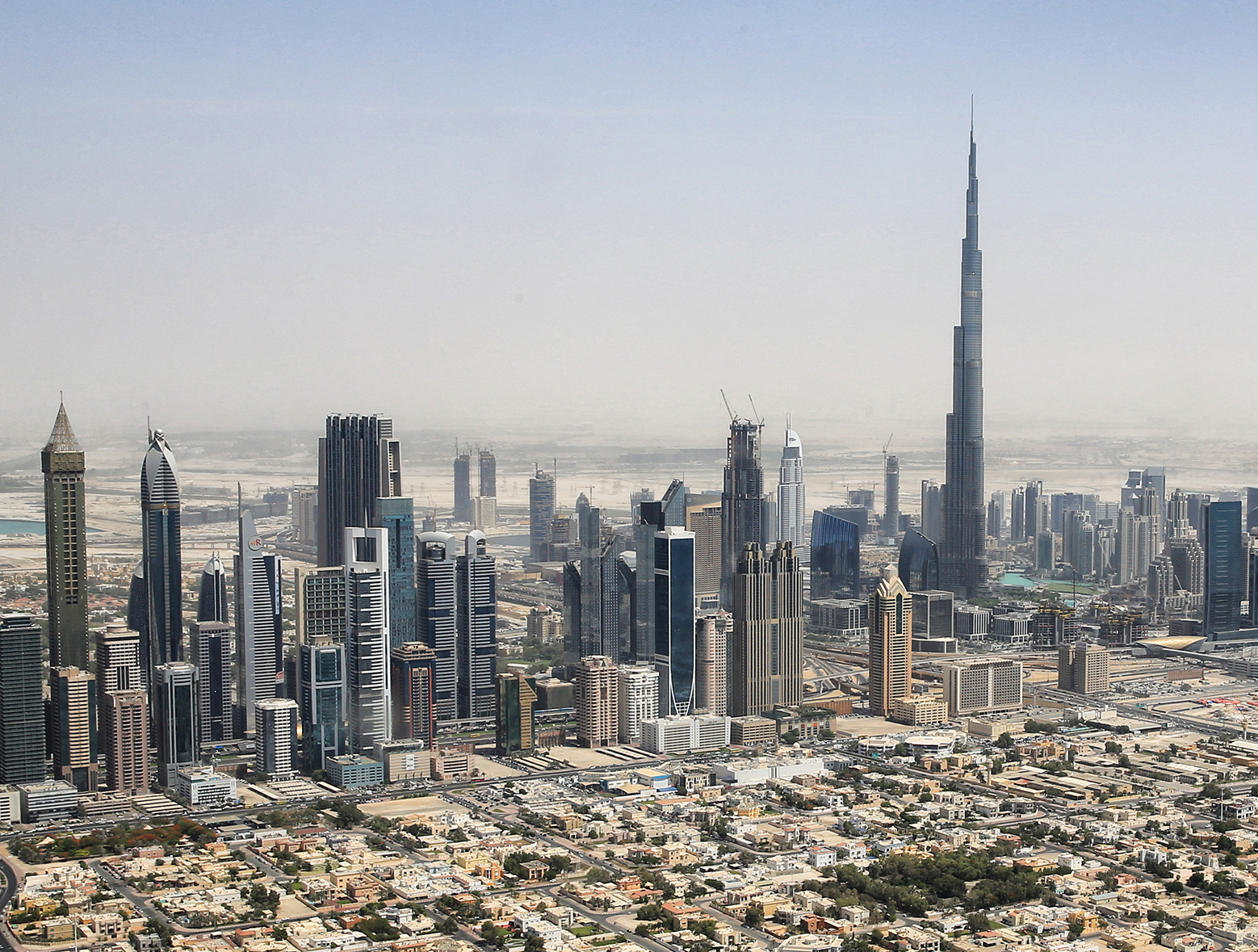
Bild av Dubai 2015. Spelet skildrar staden begravt i sand, och som härjas av sandstormar.

Spelet utspelar sig i Dubai, som har härjats av sandstormar, en berättelse set-up inspirerad av Davis och Williams personliga erfarenheter med värmeböljor, orkaner och sandstormar i Louisiana och Lubbock, samt en berättelse om en persisk armé som försvann i en egyptisk öken under en sandstorm. Båda ansåg att de kaotiska krafterna bakom sandstormar skulle hjälpa dem att förmedla budskapet om hur bräckliga människor är, liksom krigets grymhet. Arbetslaget trodde att platsen gav dem en "fantastisk" verklighetstrogen miljö som tillåter dem att producera fantastisk grafik. Med Dubai som miljö tillät att spelets nivåer att ha vertikalitet och variation. Utvecklingslaget skickade sina art directors till Dubai för att inspektera den lokala miljön. För att förhindra spelet från att presentera typiska "smutsiga och bruna miljöer", tillade arbetslaget fler färger till spelet, samt föremål såsom glas, marmor, guld och kristaller för att göra platsen mer levande och pulserande.
Genom att använda Dubai som en miljö tillät dem att införliva sand som en del av spelets viktigaste mekanik. Davis beskrev Dubai i spelet som "en blandning av fiktiv och verklighetstrogen miljö". För att förhindra att sandmekaniken från att bli en gimmick införde arbetslaget flera sätt för spelare att använda sand som ett vapen, såsom spelarens förmåga att utlösa dammoln genom att kasta granater på sand och orsaka en sandlavin genom att skjuta på svaga strukturer och fönster. Dessutom tillade arbetslaget flera skriptade sekvenser om sand för att hålla spelet dynamiskt. Förekomsten av dessa stunder beslutades vara baserat på spelets produktionsvärde. Arbetslaget har även konsulterat med Wil Makeneole för militära råd.
Spelet presenterade avancerad artificiell intelligens på grund av införandet av spelets gruppledningssystem. Adams och Lugo hjälper Walker i strider och reagerar på stridssituationen följaktligen även om de inte får några order. De kommer också att analysera situationen när de blir handledda och beslutar det bästa sättet att besegra fiender. Stridsledningssystemet utformades för att vara lättillgängligt och lätt att använda, så att spelarna inte skulle behöva tillbringa en hel del tid på att hantera gruppen. Lugo och Adams kan bli allvarligt skadade och om båda dör kommer spelet att avslutas. Denna mekanik uppmanar spelaren att rädda dem så snabbt som möjligt, och systemet är utformat för att skapa nervösa situationer. Fiendernas artificiella intelligens påverkas av olika faktorer, bland annat på synligheten och hörseln.

### Ljud
Arbetslaget forskade om vapenljud genom att konsultera med flera militära experter. Arbetslaget tillbringade mycket tid med att hantera ljudmixning, så att de resulterande ljudeffekterna inte skulle störa berättelsen. För att göra spelets manus unikt tillade arbetslaget mer variation till figurernas dialoger under spelets gång, och få dessa dialoger motsvara de scenarier som figurerna stod inför i spelet. Elia Cmiral anlitades för att komponera spelets musik, och soundtracket beskrevs som "okristligt" och "rock-orienterat". För att fastställa figuren Radioman tillade arbetslaget licensierad musik, såsom "Storm" av Björk, "Bad Vibrations" och "The First Vietnamese War" av The Black Angels, "Stormy High" av Black Mountain, "Quick Silver" av Briton, "Hush" av Deep Purple, "Verdi Dies Irae" av Giuseppe Verdi, "Bad Boys" av Inner Circle, "Nowhere to Run" av Martha and the Vandellas, "Glasgow Mega-Snake" och "Ru Still In 2 It" av Mogwai, och "1983 A Merman I Should Turn To Be" och "Star Spangled Banner" av Jimi Hendrix.

### Skapandet av flerspelarläget
Yager var ansvarig för utvecklingen av enspelarkampanjen, medan flerspelarläget outsourcades till Darkside Game Studios. Flerspelarlaget inom 2K Games, som tidigare utvecklat flerspelarläget till Bioshock 2, bidrog också till skapandet av flerspelarläget.
"Flerspelarlägets ton är helt annorlunda, spelmekanikerna förstördes för att få det att hända
 
och det var ett slöseri med pengar. Ingen spelar det, och jag känner att det inte ens är en del
 
av det totala paketet – det är ett annat spel som rammades in på skivan som en cancersvulst,
 
som hotar att förstöra de bästa delarna av upplevelsen som arbetslaget på Yager satte sitt
 
hjärta och själ på att skapa."

―Cory Davis angående flerspelarläget.
Enligt Davis, medan 2K Games bistod Yager och "tog en jävla massa risk med projektet", insisterade de att spelet skulle ha ett flerspelarläge för att öka dess försäljning. Detta var ett beslut som Yager trodde skulle skada spelet. Davis beskrev projektet som ett "slöseri med pengar" och en "låg-kvalitativ Call of Duty klon". Hugh Falk, ordförande för Darkside Game Studios, besvarade genom att kalla Davis åsikt för "avvikande". Han tillade att Darkside deltog i projektet i slutet av spelets utvecklingscykel och att de var tvungna att förnya hela flerspelarsystemet inom snäva tidsramar. Davis hävdade senare att hans kommentarer inte var riktade mot Darkside Game Studios, och att han var nöjd med slutprodukten efter en lång och orolig utvecklingscykel.
Spelet hade ursprungligen inget kooperativt flerspelarläge, då utvecklingslaget ansåg att det skulle distrahera från de tonalt mörkare nivåerna inom enspelarkampanjen, då det inte matchade spelets berättelse. Dock lades ändå till ett samarbetsläge till spelet i augusti 2012 som ett gratis nedladdningsbart innehåll; det följer inte handlingen i enspelarkampanjen.

## Marknadsföring och lansering
Den 12 december 2009 tillkännagavs ett nionde spel inom Spec Ops-serien på Spike Video Game Awards; en trailer skildrade flera minuter av spelet och uppvisade spelets miljö. Ett efterföljande pressmeddelande beskrev premissen, andra spelfunktioner och ett möjligt utgivningsdatum 2011. En officiell webbplats lanserades senare, och en ny trailer släpptes i november 2011. Spelet blev senare försenad till det första eller andra kvartalet 2012, innan det slutgiltiga utgivningsdatumet tillkännagavs. Spec Ops: The Line släpptes den 26 juni 2012 till Microsoft Windows, Playstation 3 och Xbox 360. Det släpptes den 13 mars 2014 till OS X. Denna version av spelet utvecklades av Digital Tribe Games.
Inga nyheter om spelet gjordes på 18 månader efter det ursprungliga tillkännagivandet. Davis trodde att spelet tillkännagavs för tidigt, vilket gjorde att spänningen för spelet dog ut långt innan utgivningsdatumet. Utvecklarna genomförde fokustestningar under denna period, och spelet visade sig vara alltför långsamt jämfört med konkurrenter som Call of Duty. Som en följd av detta tillbringade arbetslaget tid att påskynda spelets handling så att det skulle närmare matcha berättelsen.
Förutom spelets standardversion kunde spelare köpa en Premium Edition till ett högre pris. Spelare som förhandsbokade spelet på utvalda återförsäljare kunde få sina spel uppgraderade till Premium Edition utan extra kostnad. Premium Edition ger spelare ytterligare fördelar till spelets flerspelarläge, inklusive en erfarenhetspoängsboost och tidig tillgång till Officersklassen. En flerspelarbeta för utvalda sökande på Xbox 360-plattformen hölls under 2010. En spelbar demo av spelet, som presenterade två kapitel från början av kampanjläget, släpptes till Playstation 3 och Xbox 360 den 8 maj 2012.
Enligt Williams var spelet svårt att marknadsföra, då arbetslaget ville förhindra att förstöra berättelsen men ändå uppmuntra människor till att köpa spelet. Han tillade att demot som släpptes var orepresentativt för det färdiga spelet. Williams förväntade att spelet skulle säljas genom mun till mun och att det så småningom skulle bli en kultklassiker.

## Mottagande
| Mottagande                | Mottagande                                                                                |
| Samlingsbetyg             | Samlingsbetyg                                                                             |
| Tjänst                    | Betyg                                                                                     |
| ------------------------- | ----------------------------------------------------------------------------------------- |
| Gamerankings              | 78.16% (16 recensioner) (PS3) 77.58% (44 recensioner) (X360) 76.50% (8 recensioner) (PC)  |
| Metacritic                | 77/100 (27 recensioner) (PS3) 76/100 (59 recensioner) (X360) 76/100 (16 recensioner) (PC) |
| Recensionsbetyg           |                                                                                           |
| Publikation               | Betyg                                                                                     |
| Destructoid               | [ 14 ]                                                                                    |
| Electronic Gaming Monthly | [ 78 ]                                                                                    |
| Eurogamer                 | [ 79 ]                                                                                    |
| Game Informer             | [ 80 ]                                                                                    |
| Game Revolution           | [ 81 ]                                                                                    |
| Gamespot                  | [ 82 ]                                                                                    |
| Gamesradar                | [ 83 ]                                                                                    |
| GamesTM                   | [ 84 ]                                                                                    |
| Gametrailers              | [ 85 ]                                                                                    |
| Gamereactor               | [ 86 ]                                                                                    |
| IGN                       | [ 87 ]                                                                                    |
| Joystiq                   | [ 88 ]                                                                                    |
| Polygon                   | [ 89 ]                                                                                    |
| Videogamer.com            | [ 90 ]                                                                                    |
| Giant Bomb                | [ 91 ]                                                                                    |
| Hardcore Gamer            | [ 92 ]                                                                                    |

Recensionerna av Spec Ops: The Line var mestadels positiva, där många recensenter berömde spelets berättelse, teman och provocerande skildring av våld inom datorspel, men noterade att det inte förnyade någonting eller presenterade ett starkt flerspelarläge. Många recensenter ansåg att spelet var underskattat och förbisett. Förhandsvisningarna av spelet, liksom själva spelet, förbjöds i Förenade Arabemiraten på grund av dess skildring av ett förintat Dubai.
Spelupplägget fick blandade recensioner. Vissa recensenter ansåg att spelet var njutbart, funktionsdugligt och godtagbart enligt moderna standarder, men de flesta andra var överens om att en del av spelmekaniken, såsom betäckningssystemet, saknade polering och var bristfällig. Vissa recensenter betraktade spelupplägget som generiskt på grund av dess införande av typiska skjutspelselement såsom rälsmonterade segment och kanontornssegment, och konstaterade att sådana mekaniker inte kan hjälpa spelet från att skilja sig från andra skjutspel som Gears of War, och som gav spelet en identitetskris. Vissa recensenter klagade på att spelupplägget ibland kopplar spelare bort från berättelsen, vilket skapade en tonal dissonans. Många kritiserade spelet för att det inte hade en kullerbytte-mekanik. Den artificiella intelligensen kritiserades för att den inte var tillräckligt stark för att göra spelet mer tillfredsställande, även om vissa recensenter ansåg att AI-systemet för Adams och Lugo var välskapat och inte led av allvarliga eller ofta tekniska problem, även om de kanske inte är kapabla att utföra spelarens kommandon. Vissa recensenter kritiserade spelets låga återspelningsvärde, obalanserade svårighetsgrad och plötsliga svårighetsspik.
Spelets grafik och designstil fick beröm. Brandon Justice från Electronic Gaming Monthly konstaterade att han förväntade att spelet skulle se "smaklöst" ut på grund av dess miljö, men han var förvånad över hur mycket variation och färg som fanns. Spelets nivådesign och levande färger fick också beröm. Recensenterna var överens om att spelets miljö, Dubai, var utmärkt och välrealiserat; vissa recensenter berömde Yager för att ha lagt till olika detaljer till spelets värld. Terrängen och landskapet fick beröm för att vara intressant, unikt och skapa "fantastiskt episka strider". Några kommenterade att sandmekaniken blev ibland gimmickaktigt. Många kritiserade spelets dåliga texturer och rendering av filmsekvenser.
Spelets övergripande berättelse fick mycket beröm av recensenter; många ansåg att det var övertygande, engagerande, fängslande och vuxet, och betraktade det som spelets starkaste sida. Vissa ansåg att handlingen hade en utmärkt presentation med hyggligt röstskådespel, minnesvärda figurer och atmosfäriska ljudspår. Nolan Norths prestation fick särskilt beröm. Många recensenter tyckte att det var ett djärvt försök av Yager och att handlingen om misstag och konsekvenser får spelets berättelse att överskrida sina konkurrenter när det gäller kvalitet. Vissa recensenter ansåg att Yager förtjänar respekt för att framgångsrikt ha skapat ett budskap genom berättelsen och leverera den till spelaren, och försöka göra något annat. Petter Hegevall från Gamereactor skrev att spelet "ställer frågor som de allra flesta actionspel vägrar röra. Det utmanar, engagerar och berör på ett sätt som Call of Duty och Medal of Honor aldrig någonsin kommer att kunna drömma om." Mitch Dyer från IGN ansåg att spelets berättelse gjorde våld "meningsfullt", och att berättelsen var oväntat bra och personlig. Vissa ansåg att berättelsen var effektfullt och ibland chockerande, och att handlingen skulle få "Modern Warfare 2:s skändliga No Russian (ett kontroversiellt uppdrag i spelet) att kännas ganska tamt". Spelets val fick beröm för att vara "kraftfulla" trots att dessa inte erbjöd en förgrenande berättelse. Vissa recensenter ansåg att dessa val var provocerande, organiska, effektfulla, upprörande och tematiskt korrekta, men otillfredsställande och ibland ihåliga och binära. Spelets slut fick också beröm. Vissa recensenter noterade att rent känslomässigt är Spec Ops: The Line inte ett trevligt spel.
Spelets flerspelarläge fick blandade reaktioner. Justice uppskattade uppgraderingssystemet, eftersom han ansåg att det lyckades uppmuntra lagarbete. Dyer tillade att flerspelarläget var alldagligt och oinspirerande, trots att han ansåg att spelläget Buried skapade en spännande upplevelse. Många recensenter ansåg att detta läge inte var värd besväret, och tjänade bara som en distraktion. Arthur Gies från Polygon noterade att flerspelarläget led av tekniska problem såsom frysningar och glitchar, liksom problem med spelarnas uppträdanden såsom fusk inom matcher.
Recensenter har märkt att spelets mekaniker — de handlingar som finns tillgängliga för spelaren, och konsekvenserna som blir till följd av dessa handlingar — kontrasterade med flera mekaniker inom populära förstapersonsskjutare, och att spelet använde flera klichéer inom skjutspelsgenren medvetet för att illustrera hur löjliga dessa är i jämförelse med verklig krigföring. Till skillnad från andra spel i sitt slag, ansåg vissa recensenter att Spec Ops: The Line inte hade för avsikt att dess strider skulle vara en rolig upplevelse för spelaren, utan syftade till att engagera spelaren genom att kritisera skjutspelsgenren för att vara åtskilt från verkligheten och förse spelarna med en orealistisk, moraliskt dikotomiskt och eskapistisk fantasi. Den del av spelet som skildrade användningen av vit fosfor blev föremål för granskning, på grund av dess bildspråk som innehåller liket av en mamma som kramar om sitt barn, och beskrevs som "oroande". Som svar på klagomålet om att massakern var onödig eller exploaterande, rättfärdigade Williams scenen genom att säga att handlingsverktyget var avsett att framkalla spelarnas ilska, och att ett giltigt sätt för spelaren att avsluta spelet var att helt enkelt sätta ner kontrollen och sluta spela.

### Försäljning
Spelet debuterade på tredje plats i den brittiska försäljningslistan under spelets första vecka, bakom Lego Batman 2: DC Super Heroes och The Amazing Spider-Man. Spec Ops: The Line blev ett kommersiell misslyckande, och sålde mindre än Take-Two:s förväntan. Försäljningen av Spec Ops: The Line, kombinerat med Max Payne 3, var lägre än den sammanlagda försäljningen av L.A. Noire och Duke Nukem Forever (båda spel från 2011). Spelets låga försäljning bidrog till Take-Two:s nedslående resultat under räkenskapsåret 2013.

### Utmärkelser
Spec Ops: The Line nominerades till utmärkelserna "bästa skjutspel", och scenen med den vita fosforen nominerades till "Bästa spelögonblick" på Golden Joystick Awards. Vid Inside Gaming Awards 2012 vann spelet utmärkelsen "Bästa berättelse" och nominerades till "Bästa spelfoto". På IGN:s Best of 2012 Awards vann spelet utmärkelserna "Bästa PC-berättelse" och "Bästa PS3-berättelse", och nominerades till "Totalt bästa berättelse", "Bästa PS3-actionspel", "Bästa Xbox 360-skjutspel" och Bästa Xbox 360-berättelse". Det nominerades för utmärkelsen "Enastående bedrift inom berättelse" vid D.I.C.E. Awards 2013.

## Eftermäle
Enligt Yager Development diskuterade aldrig 2K chansen om att utveckla en uppföljare under spelets utveckling. Timo Ullman, VD för Yager, konstaterade att spelet misslyckades att konkurrera med andra skjutspel, och att marknaden för spel som Spec Ops: The Line är för liten. Som en följd av detta beslutade arbetslaget att de inte skulle återvända till spelserien. Flera inom laget uttryckte sin begäran om att gå vidare och utveckla ett spel som har en mycket ljusare ton.

### Fotnoter
1. ↑  Han kan få nådastöten av Walker, eller lämnas kvar för att brännas till döds.
2. ↑  Walker och Adams kan antingen skrämma bort mobben eller döda dem som vedergällning.
3. ↑  Enligt Williams är hans tolkning att Walker dog i helikopterkraschen, då Walker upplever en déjà vu under den andra sekvensen.
4. ↑  Enligt Williams förekommer en av Walkers hallucinationer i början av spelet, med en skylt som visar Konrads ansikte.